# Felix Sümmermann
Felix Sümmermann (* 3. Mai 1889 in Münster; † 14. April 1970 in Ahaus) war ein deutscher Jurist.

## Leben
Sümmermann entstammte einer katholischen Familie. Seine Eltern waren der Regierungsbaumeister Karl Sümmermann und Maria Schürmann, eine Großnichte des Kardinals Melchior von Diepenbrock. Er studierte Rechtswissenschaften, bevor er sich im Ersten Weltkrieg als Freiwilliger zum Feldsanitätsdienst meldete. Von Anfang 1916 bis Kriegsende wurde er als Artillerist im 6. Garderegiment an der Westfront, auch vor  Verdun, eingesetzt. Nach dem Krieg begann er  ab 1919 eine Karriere in der Verwaltung. 1920 wurde er zum kommissarischen Leiter des Landratsamtes ernannt und 1921 zum Landrat im Kreis Ahaus gewählt. Nach der Machtergreifung durch die NSDAP geriet er aufgrund seiner religiösen Überzeugungen in Konflikt mit den neuen Machthabern, behielt allerdings seine Stellung. 1940 meldete er sich freiwillig zum Wehrdienst, um dem nationalsozialistischen Druck zu entgehen, musste den Militärdienst allerdings aus Gesundheitsgründen nach eineinhalb Jahren beenden.
Er gehörte dem Schattenkabinett Beck/Goerdeler an und hätte nach einem erfolgreichen Anschlag auf Adolf Hitler das Amt des politischen Unterbeauftragten für den Wehrkreis VI (Münster) ausüben sollen. Diese Planung war auf Betreiben Ferdinand Freiherr von Lünincks ohne das Wissen Sümmermanns vorgenommen worden. Nach dem Scheitern des Attentats vom 20. Juli 1944 wurde er durch die Gestapo verhaftet. Inhaftiert war er unter anderem im Konzentrationslager Ravensbrück, bevor er am 16. Februar 1945 ohne Angabe von Gründen aus der Haft entlassen wurde.
Nach dem Zweiten Weltkrieg wurde Sümmermann von der britischen Besatzungsmacht auf Drängen des kommissarischen Landrats Clemens von Oer wieder in das Amt des Landrates von Ahaus eingesetzt. 1946 wurde er zum Oberkreisdirektor gewählt und hatte dieses Amt bis zur Pensionierung 1955 inne.
Der Wiederaufbau des Schlosses Ahaus geöhrt mit zu seinen herausragenden Leistungen. Am und im Schloss Ahaus wurden auf seine Initiative einige vom Siedlinghausener Künstler Eugen Senge-Platten geschaffene Plastiken aufgestellt.
Im Jahr 1947 wurde er zum ordentlichen Mitglied der Historischen Kommission für Westfalen gewählt. Ab 1962 gehörte er der Kommission als korrespondierendes Mitglied an.
Im September 1917 heiratete Sümmermann Elisabeth Hellraeth aus Münster. 2 Töchter und 1 Sohn gingen aus dieser Ehe hervor.

## Ehrungen
- Bundesverdienstkreuz 1. Klasse, 1955
- Silvesterorden, 1955
- Ehrenbürger der Stadt Ahaus, 1945
- Ehrenbürger der Stadt Stadtlohn, 1953

## Nachwirken
Nach ihm ist der seit 2000 alle drei Jahre vom Kreis Borken verliehene Felix-Sümmermann-Preis für Denkmalpflege benannt.